# Филето (Л'Аквила)
Филето (итал. Filetto) је насеље у Италији у округу Л'Аквила, региону Абруцо.
Према процени из 2011. у насељу је живело 223 становника. Насеље се налази на надморској висини од 1066 м.